# Sequestro do Jaffar Express em 2025

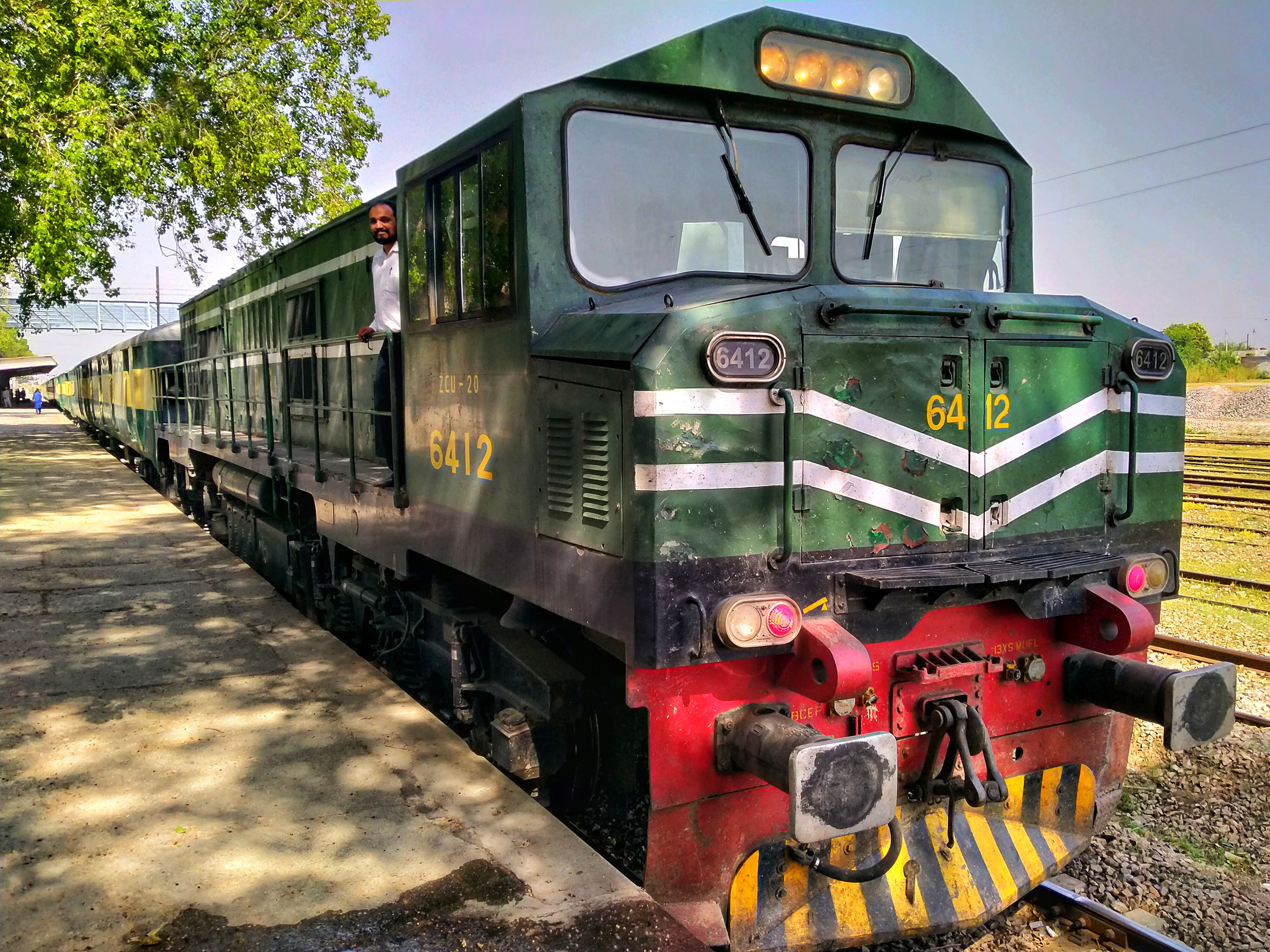
Trem do Jafar Express em 2021

O Jaffar Express, um trem de passageiros paquistanês que viajava de Quetta para Pexauar com pelo menos 380 passageiros a bordo, foi sequestrado pelo Exército de Libertação do Baluchistão (ELB) em 11 de março de 2025. Os agressores detonaram explosivos em túneis e nos trilhos do trem antes de abrir fogo contra, parando-o em um terreno montanhoso que dificultou a intervenção das autoridades. A organização emitiu um ultimato de 48 horas, segundo o qual os prisioneiros políticos balúchis deveriam ser libertados ou os reféns seriam mortos, embora alguns deles tivessem sido libertados. Como resultado, a Pakistan Railways suspendeu temporariamente suas operações ferroviárias entre o Baluchistão e as províncias de Panjabe e Sinde.
De 11 a 12 de março, as Forças Armadas do Paquistão lançaram uma operação, codinome Operação Green Bolan, para invadir o trem sequestrado diversas vezes, libertar os 354 reféns e matar os 33 insurgentes do ELB. De acordo com autoridades paquistanesas, pelo menos 64 pessoas, incluindo 18 soldados e 33 agressores, foram mortas no ataque, e outras 38 ficaram feridas. O ELB insistiu que o conflito continuou e que eles executaram centenas de reféns, contradizendo declarações de autoridades paquistanesas.
Em resposta à insurgência, os partidos políticos paquistaneses aprovaram por unanimidade uma resolução condenando-a durante uma sessão da Assembleia Nacional. Shehbaz Sharif, o primeiro-ministro do Paquistão, condenou o ataque como "atos covardes", enviou condolências às famílias das vítimas e, após a resolução da crise, disse que os membros do ELB foram "enviados para o inferno". O ataque a civis foi universalmente condenado por várias figuras globais, que expressaram seu apoio ao Paquistão contra o terrorismo. O Afeganistão e a Índia, historicamente acusados de auxiliar o ELB pelo Paquistão, negaram envolvimento no ataque, pedindo que o governo paquistanês pare de culpar outros países por seus próprios problemas internos. Após o ataque, a Pakistan Railways implementou planos para aumentar as forças de patrulha nos vários sistemas ferroviários do país e inspecionar mais minuciosamente os passageiros e veículos de transporte para evitar ataques semelhantes.

## Contexto
A província do Baluchistão tem estado envolvida em insurgências e conflitos por parte dos separatistas balúchis contra o governo do Paquistão desde pelo menos 1948. Isso se deve aos supostos desaparecimentos forçados e violações dos direitos do povo balúchi pelo exército paquistanês, à pobreza extrema e à infraestrutura subdesenvolvida na região. Desde 2001, grupos armados locais têm levado a cabo vários ataques violentos e campanhas para desencorajar grandesobras na região que acreditam que beneficiariam outras províncias.
O Exército de Libertação do Baluchistão (ELB) é um grupo etnonacionalista balúchi fundado em 2000. Membros da organização declararam que suas intenções eram alcançar a independência do Paquistão e o controle sobre os recursos naturais locais, principalmente petróleo e minerais. A facção já havia lançado ataques contra civis e, na maioria das vezes, contra as forças de segurança paquistanesas. O ELB também tem como alvo os cidadãos chineses na região, uma vez que estes estiveram envolvidos na criação de redes de infraestruturas econômicas como parte do Corredor Econômico China-Paquistão. O grupo foi oficialmente considerado ilegal no país em 2006. O Paquistão acusou anteriormente a Índia e o Afeganistão de apoiarem militantes anti-paquistaneses, o que tanto o ELB como os respectivos países negaram. Desde então, o ELB lançou vários ataques terroristas que resultaram na morte de muitas pessoas; o ataque mais recente antes do sequestro do comboio de 2025 foi um atentado à bomba em novembro de 2024 na estação ferroviária de Quetta, que matou 32 pessoas.

## Sequestro

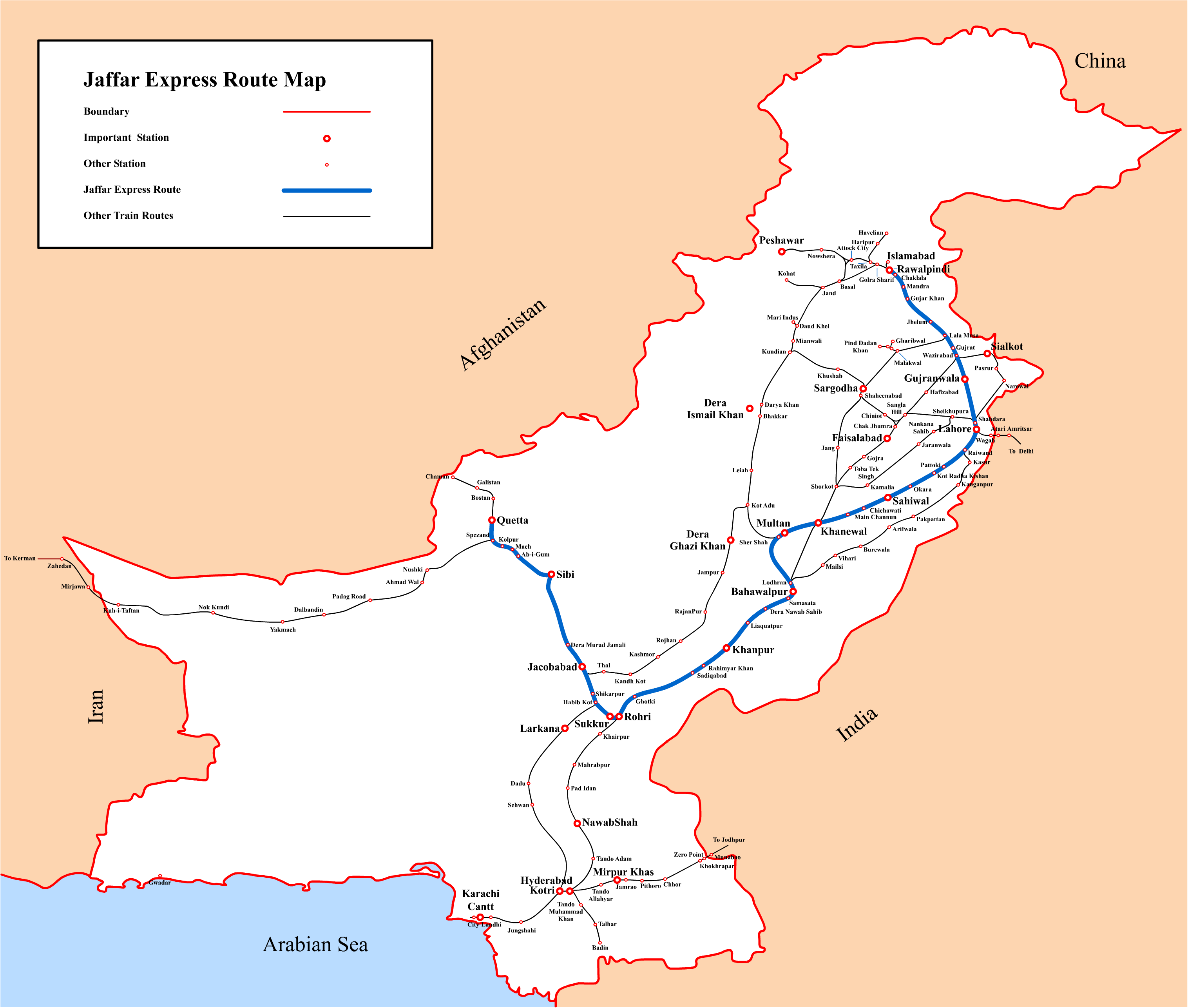
Mapa da rota do Expresso Jaffar de Quetta a Peshawar

Às 9 da manhã de 11 de março de 2025, o trem de passageiros Jaffar Express partiu de Quetta em direção a Pexauar, uma viagem de cerca de 1,6 mil quilômetros. O trem era composto por nove vagões e a locomotiva. Cerca de 450 passageiros estariam a bordo, incluindo militares. Antes do ataque, os insurgentes do ELB sabotaram os trilhos do trem com oito dispositivos explosivos improvisados, para que o trem parasse em uma área montanhosa. A detonação dos explosivos fez com que o tanque de combustível do trem explodisse, causando uma parada repentina e o descarrilamento de quatro vagões. O ataque ocorreu cerca de 157 quilômetros de Quetta e cerca de 21 quilômetros a oeste da cidade de Sibi, dentro do Túnel nº 8, entre as estações Pehro Kunri e Mushkaf.
Cinco polícias e dois membros do Corpo de Fronteira (CF) escoltaram o comboio e, de acordo com um polícia, "centenas" de militantes cercaram os carris. Os insurgentes do ELB estavam armados e ameaçaram matar pessoas se elas não saíssem do trem. Os defensores paquistaneses lutaram e enfrentaram os atacantes balúchis, oferecendo resistência por mais de uma hora e meia até que ficaram sem munição.
Assim que o trem parou, dezenas de militantes desceram das montanhas, embarcaram no trem, separaram mulheres e homens em grupos e verificaram seus documentos de identificação. Os agressores não fizeram mal a idosos nem a mulheres. Segundo uma testemunha, o ELB geralmente reunia os reféns por etnia, mas também executava soldados ou pessoas de quem não gostavam no local. Como o sequestro ocorreu em uma área montanhosa isolada, o destino dos reféns não ficou imediatamente claro. Segundo Shahid Rind, porta-voz do governo provincial do Baluchistão, o terreno circundante impediu que as autoridades chegassem rapidamente à área. A Pakistan Railways suspendeu temporariamente as suas operações ferroviárias entre Baluchistão e Panjabe e Sinde em resposta ao ataque.
Ao cair da noite, a maioria dos militantes do ELB se retirou, deixando apenas 20 a 25 homens para proteger os prisioneiros. Na escuridão, alguns reféns tentaram fugir, mas os militantes abriram fogo. Ao amanhecer, quando os reforços do CF chegaram, atraindo a atenção dos militantes, várias pessoas, incluindo um policial, conseguiram escapar.
Os reféns seriam, na sua maioria, agentes da lei e civis não balúchis. Os militantes mantiveram uma vigilância apertada sobre a equipe de segurança do trem e alertaram as autoridades para não tentarem resgatar os reféns eles próprios. Alguns dos insurgentes estavam equipados com bombas suicidas e sentaram-se ao lado dos reféns para impedir ainda mais um resgate fácil pelas autoridades. O porta-voz do ELB, Jeeyand Baloch, ofereceu trocas entre os reféns do trem e os militantes presos. O ELB libertou alguns reféns civis, como residentes do Baluchistão, idosos, mulheres e crianças, enquanto manteve aqueles que eram funcionários do governo ou militares em licença para retornarem às suas casas em Panjabe durante o Ramadã. No mesmo dia em que ocorreu o sequestro, o ELB emitiu um ultimato de 48 horas ao governo paquistanês, no qual os presos políticos, incluindo os filiados ao movimento balúchi, seriam libertados incondicionalmente. No dia seguinte, ameaçou “punir” cinco reféns por cada hora após o término do ultimato. As autoridades paquistanesas disseram que ainda não tinham comunicado com ninguém no trem, uma vez que a área não tinha cobertura de Internet nem de rede móvel.

## Resgate
As forças de segurança paquistanesas lançaram uma contra-operação em grande escala — denominada Operação Bolan Verde — no local. As forças de segurança envolveram-se no conflito, libertando a maioria dos reféns e matando a maioria dos insurgentes. Com duração de mais de 30 horas, a crise dos reféns terminou em 12 de março de 2025, com 354 reféns resgatados, de acordo com os militares do Paquistão. As autoridades paquistanesas acusaram o ELB de usar mulheres e crianças como escudos humanos, o que o grupo insurgente negou. De acordo com o Ministro do Interior, Talal Chaudhry, os militares do Paquistão enviaram centenas de tropas e também mobilizaram a força aérea e as forças especiais. As forças especiais mataram primeiro os terroristas suicidas e depois as tropas foram de vagão em vagão para matar o resto dos militantes.
O primeiro-ministro Shehbaz Sharif visitou o Baluchistão para rever a situação e expressar solidariedade com as suas vítimas. Segundo uma testemunha, os reféns não tinham comida e tiveram que beber água do banheiro do trem; o exército paquistanês forneceu comida e água aos reféns resgatados.

## Vítimas
Autoridades confirmaram que todos os 33 militantes foram mortos. O tenente-general Ahmed Sharif Chaudhry disse que cinco civis, três funcionários ferroviários e dezoito agentes de segurança foram mortos, incluindo três agentes da CF mortos no ataque, um soldado da CF morto na manhã de quarta-feira e outro destacado para serviço de segurança no trem. Entre as vítimas estavam pelo menos três menores de idade. As autoridades disseram que temem que o número de mortos possa aumentar devido ao número significativo de feridos. Inicialmente, foi relatado que o maquinista, Amjad Yasin, foi morto, mas depois foi confirmado que ele estava apenas ferido. Outras fontes relataram posteriormente que ele sucumbiu aos ferimentos, mas não está claro se foi isso o que aconteceu. Ele foi baleado nas costas quando militantes abriram fogo contra o trem. A ativista paquistanesa dos direitos humanos Mama Qadeer disse que mais de 200 agentes de segurança foram mortos durante o ataque. Pelo menos 17 passageiros e três agentes de segurança ficaram feridos. Um relatório posterior sugeriu que um total de 37 reféns ficaram feridos no ataque.

## Consequências
Após o sequestro, a Pakistan Railways aumentou as patrulhas de segurança em todas as estações ferroviárias do país, restringiu o acesso de passageiros aos trens por meio de exames rigorosos e submeteu os veículos de transporte a inspeções mais rigorosas. Reconheceu ainda a falta de pessoal na polícia ferroviária e implementou um plano para contratar mais pessoal nos meses seguintes. O Ministro das Ferrovias, Hanif Abbasi, prometeu dar compensações de 5,2 milhões de rupias paquistanesas a cada família de indivíduos que foram mortos no ataque e garantiu empregos governamentais para os seus filhos.
O trem sofreu danos severos durante o ataque e uma explosão causou danos às duas locomotivas e cinco vagões. O engenheiro-chefe adjunto das ferrovias do Paquistão, Rasheed Imtiaz, disse que levaria cerca de 12 horas para restaurar a linha.

## Responsabilidade
O ELB reivindicou a responsabilidade pelo ataque, alegando que mais de 50 agentes das forças da lei, incluindo soldados do Exército do Paquistão que supostamente estavam de licença, foram mortos, juntamente com 50 reféns.
Em 14 de março, o tenente-general Ahmed Sharif Chaudhry, diretor-geral da ala de comunicação social militar, Relações Públicas Inter-Serviços (ISPR), afirmou que os insurgentes do ELB foram auxiliados por "manipuladores no Afeganistão" e por um mentor na Índia, que os contactou a partir do Afeganistão através de um telefone via satélite. O Ministério dos Negócios Estrangeiros do Paquistão reiterou a sua afirmação de que facilitadores do Afeganistão ajudaram a organizar o ataque e também culpou a Índia por estar por trás do ataque. O primeiro-ministro do Baluchistão, Sarfraz Bugti, disse que tinha “provas sólidas” sobre o envolvimento da Índia, mas optou por não partilhar quaisquer detalhes. O Ministro das Ferrovias, Hanif Abbasi, acusou a Índia de tentar desestabilizar o Paquistão, especialmente devido ao Corredor Econômico China-Paquistão.

## Reações

### Paquistão
Os líderes do Paquistão expressaram forte oposição ao sequestro do Jaffar Express, com o presidente Asif Ali Zardari elogiando as forças de segurança de seu país por resgatar os passageiros dos terroristas do ELB. O primeiro-ministro Shehbaz Sharif expressou a esperança de que as forças de segurança pudessem eliminar os “terroristas covardes”, que ele considerava inimigos do progresso do Baluchistão. Em uma publicação no X, Sharif disse que falou com o ministro-chefe do Baluchistão, Sarfraz Bugti, sobre o sequestro e condenou o incidente como "atos covardes" que não subverteram os objetivos de sua nação de "determinação pela paz" em um discurso no dia seguinte ao ataque. Ele também expressou condolências às “famílias dos mártires”, desejou aos sobreviventes uma rápida recuperação e afirmou que os insurgentes “foram enviados para o inferno”. Vários outros políticos paquistaneses proeminentes, como Yusuf Raza Gilani e Sardar Ayaz Sadiq, também condenaram o ataque diretamente. O ministro das Ferrovias, Hanif Abbasi, argumentou que o ataque ao trem do ELB foi coordenado e parte de uma conspiração estrangeira. Ele confirmou o resgate de todos os passageiros do ataque, mas recusou-se a dar mais detalhes sobre o processo, além de que um trem de resgate havia chegado para ajudá-los. Mais tarde, elogiou as Forças Armadas do Paquistão pela sua rápida operação de resgate, em particular os seus comandos por impedirem os terroristas suicidas de detonarem os seus explosivos. O tenente-general do Exército do Paquistão, Ahmed Sharif Chaudhry, condenou os danos causados a civis e declarou que o responsável pelo incidente será caçado e levado à justiça. Ele acrescentou que o ataque “muda as regras do jogo”.
O governador do Panjabe, Sardar Saleem Haider Khan, também condenou o ataque, considerando os insurgentes desumanos por terem como alvo civis e desejando a rápida recuperação das vítimas feridas. O líder do partido Pakistan Tehreek-e-Insaf (PTI), Asad Qaiser, expressou preocupação, mas também afirmou que as políticas governamentais falhas do Baluchistão permitiram que o ataque ocorresse. O líder do Partido Popular do Paquistão e chefe de mídia digital, Umar Rehman Malik, condenou veementemente o ataque, enfatizando que tais atos covardes nunca quebrarão o espírito do Paquistão ou enfraquecerão a determinação inabalável da nação contra o terrorismo. Malik apresentou suas condolências às vítimas e suas famílias e elogiou os esforços e a rápida resposta das forças de segurança. Em uma declaração, Malik disse: "Nossas orações estão com as vítimas e suas famílias, e esperamos o resgate seguro de todos os reféns e a rápida recuperação dos feridos. Os perpetradores deste ataque hediondo devem ser levados à justiça. O Paquistão nunca se curvará ao terror, Inshallah." O presidente do partido, Bilawal Bhutto Zardari, pediu a revisão do Plano de Ação Nacional para melhor combater o terrorismo, criticando o primeiro-ministro por ainda não tê-lo feito. No X, a Comissão de Direitos Humanos do Paquistão afirmou estar “profundamente preocupada” com o ataque e defendeu “um consenso urgente, baseado nos direitos e a favor do povo, sobre as questões enfrentadas pelos cidadãos do Baluchistão e a procura de uma solução pacífica e política”. Após o conflito, o ELB rejeitou a alegação dos militares paquistaneses de que o conflito do sequestro tinha terminado, argumentando que as batalhas ainda continuavam e que as forças paquistanesas estavam a sofrer pesadas baixas; alegaram que executaram 214 reféns, mas não apresentaram provas disso.
Em 13 de março, partidos do governo lançaram acusações uns aos outros durante uma conferência da Assembleia Nacional. Khawaja Asif, Ministro da Defesa e membro do partido Liga Muçulmana do Paquistão (N), desaprovou o PTI por desacreditar a operação militar contra o ELB. Asad Qaiser, do PTI, respondeu culpando o conflito pelas falhas das agências de inteligência e do regime de Sharif. As partes envolvidas aprovaram por unanimidade uma resolução condenando o incidente de sequestro do Jaffar Express e elogiando as forças militares e policiais paquistanesas pelas suas ações. Várias universidades paquistanesas realizaram manifestações para condenar directamente o ataque.

### Internacional
Em resposta às acusações de que o Afeganistão estava envolvido no sequestro, Abdul Qahar Balkhi, um porta-voz do Ministério das Relações Exteriores, respondeu no X rejeitando as "acusações infundadas" e instou as autoridades paquistanesas a se concentrarem em sua própria segurança e questões internas em vez de fazer "tais comentários irresponsáveis". O porta-voz do Ministério dos Negócios Estrangeiros da Índia, Randhir Jaiswal, rejeitou as alegações do Paquistão sobre o seu envolvimento no ataque, instando-o a "olhar para dentro em vez de apontar dedos e transferir a culpa pelos seus problemas e falhas internas para outros". As Nações Unidas, a União Europeia, a Organização de Cooperação Islâmica e muitos países condenaram o ataque. Tanto o presidente russo Vladimir Putin como o presidente bielorrusso Aleksandr Lukashenko fizeram declarações diretas condenando o ataque e oferecendo condolências às suas vítimas.